# 马拉尼昂河畔米拉格里斯
马拉尼昂河畔米拉格里斯是巴西马拉尼昂州的一个市镇。总面积439.365平方公里，总人口6878人，人口密度15.7人/平方公里。